# Kong Christian stod ved højen mast
Kong Christian stod ved højen mast (« Le roi Christian se tenait au pied du haut mât ») est l'un des deux hymnes nationaux du Danemark,, l'autre étant Der er et yndigt land,. Les deux ont le même statut, mais Kong Christian stod ved højen mast est exclusivement utilisé en relation avec la famille royale ou les forces armées danoises,.
Adopté en 1780, lors de la création de la pièce, c'est un des plus anciens hymnes nationaux encore utilisés.

## Les paroles

### Histoire des paroles
Les paroles apparaissent pour la première fois en mai 1778, dans le vaudeville de Johannes Ewald Les pêcheurs (Fiskerne), pièce créée au Théâtre royal danois en janvier 1780 pour l'anniversaire du roi Christian VII, avec une musique de Johann Hartmann. La pièce narre l'héroïsme des pêcheurs du nord du Seeland qui sauvent des pêcheurs de la noyade et qui refusent la récompense. Pour cette raison la pièce est vue comme un hommage à la marine, en particulier grâce à la chanson du Roi Christian. Dans la pièce originale, seuls les quatre derniers couplets sont chantés. Les trois premiers couplets sont omis à cause de l'animosité envers la Suède qu'ils expriment, la Suède étant à l'époque un allié du Danemark contre le Royaume-Uni dans la Ligue de neutralité armée.

### Paroles en danois
Kong Christian stod ved højen mast
i røg og damp;
hans værge hamrede så fast,
at gotens hjelm og hjerne brast.
Da sank hvert fjendtligt spejl og mast
i røg og damp.
Fly, skreg de, fly, hvad flygte kan!
hvo står for Danmarks Christian
hvo står for Danmarks Christian
i kamp?
Niels Juel gav agt på stormens brag.
Nu er det tid;
Han hejsede det røde flag
og slog på fjenden slag i slag.
Da skreg de højt blandt stormens brag:
Nu er det tid!
Fly, skreg de, hver, som véd et skjul!
hvo kan bestå mod Danmarks Juel
hvo kan bestå mod Danmarks Juel
i strid?
O, Nordhav! Glimt af Wessel brød
din mørke sky;
Da ty'de kæmper til dit skød;
thi med ham lynte skræk og død.
Fra vallen hørtes vrål, som brød
den tykke sky.
Fra Danmark lyner Tordenskjold;
hver give sig i himlens vold
hver give sig i himlens vold
og fly!
Du danskes vej til ros og magt,
sortladne hav;
Modtag din ven, som uforsagt
tør møde faren med foragt
så stolt som du mod stormens magt,
sortladne hav!
Og rask igennem larm og spil
og kamp og sejer før mig til
og kamp og sejer før mig til
min grav!

## La musique
La mélodie a été longtemps attribuée au compositeur danois Johann Hartmann, auteur de la musique de scène de Fiskerne. Mais comme les strophes initiales du poème, jugées trop belliqueuses, durent être omises lors de la création, seule la strophe finale sera chantée, sur une mélodie moins martiale et n'ayant rien à voir avec celle aujourd'hui associée aux paroles. Il est donc difficile de savoir si la musique est bien de Hartmann (d'autant que celui-ci avait pour habitude de laisser plusieurs versions successives de chaque air). D'autres musicologues ont voulu attribuer la mélodie à Ditlev Ludvig Rogert, juge à Bornholm de profession mais violoniste amateur et ami de Johannes Ewald. Toutefois, aussi cette attribution a été remise en question lorsqu'une version anonyme antérieure de l'air initial existant a été retrouvée. Il semble donc que la mélodie a en réalité - comme il est fréquent - des origines anciennes et indéterminées. Dans sa version définitive, la musique est basée sur une harmonisation de Friedrich Kuhlau, lequel - tout en attribuant la mélodie  à Hartmann - l'utilisa dans sa musique de scène pour Elverhøj (La Colline des elfes en français), où elle trouve sa forme la plus aboutie.